# Озеро Ояту
Озеро Ояту (латис. Ojatu ezers) — водойма в Константиновській волості Дагдського краю Латвії. З 1999 року оголошена однойменним природним заказником, входить до європейської мережі природоохоронних територій Natura 2000. Площа заповідної території становить 121 га. Узята під охорону як одне з найглибших і найчистіших озер країни, в якому представлені рідкісні оліготрофні та мезотрофні фітоценози.

## Опис
Ояту — невелике за площею (30,9 га) евтрофне озеро, яке вирізняється поміж інших латвійських водойм значною глибиною: у найнижчій точці дна поблизу північно-східного берега вона сягає 40,5 м, а в середньому складає 9,2 м. При цьому слід враховувати, що сучасна глибина озера трохи менша за природну, оскільки 1929 року внаслідок зарегулювання джерела, яке його живило (канави), рівень води в озері понизився. Озеро належить до басейну Даугави і є проточним. Вода в ньому прісна, хімічно чиста і прозора.
Дно Ояту глинисто-піщане, вкрите шаром мулу завтовшки до 2 м. Берег низький, порослий лісом із невеликими ділянками лук. Серед деревних порід на його берегах переважає береза, трапляються верби, вільхи, ялини. Плесо озера чисте, тільки біля берега є негусті зарості макрофітів (очерету, латаття, глечиків тощо). Підводна рослинність представлена здебільшого харовими водоростями. В озері водяться чотири види риб: вугор, лин, окунь, плітка; зрідка трапляються раки.
На березі озера розташоване невелике село Оятнієкі, однак його околиці загалом залишаються малонаселеними. Це сприяє збереженню озерної екосистеми. Мешканці Оятнієкі ощадливо випасають дрібну худобу і косять сіно на прибережних луках. Озеро є об'єктом туризму, його береги зручні для купання. Заказником керує Департамент з охорони довкілля Латгальського регіонального управління.